# Canton de Cancale
Le canton de Cancale est une ancienne division administrative française, située dans le département d'Ille-et-Vilaine et la région Bretagne.

## Composition
Le canton de Cancale groupait six communes et comptait 16 254 habitants (population municipale 2012).
| Communes               | Population (2012) | Code postal | Code Insee |
| ---------------------- | ----------------- | ----------- | ---------- |
| Cancale                | 5 200             | 35260       | 35049      |
| La Fresnais            | 2 385             | 35111       | 35116      |
| Hirel                  | 1 362             | 35120       | 35132      |
| Saint-Benoît-des-Ondes | 1 035             | 35114       | 35255      |
| Saint-Coulomb          | 2 634             | 35350       | 35263      |
| Saint-Méloir-des-Ondes | 3 933             | 35350       | 35299      |

À la suite du redécoupage des cantons pour 2015, les communes de Cancale, Saint-Coulomb et Saint-Méloir-des-Ondes sont rattachées au canton de Saint-Malo-1 et les communes de La Fresnais, Hirel et Saint-Benoît-des-Ondes au canton de Dol-de-Bretagne.

### Anciennes communes
La commune de Vildé-la-Marine, absorbée en 1794 par Hirel, était la seule commune supprimée, depuis la création des communes sous la Révolution, incluse dans le territoire du canton de Cancale.

## Représentation

### Conseillers généraux de 1833 à 2015
| Période | Période          | Identité                                     | Étiquette              | Qualité |
| ------- | ---------------- | -------------------------------------------- | ---------------------- | --- |
| 1833    | 1845             | Jean Marie François Merdrignac               |                        | Notaire, maire de Cancale (1832-1846) |
| 1845    | 1852             | Auguste Marie Baron de Berthois              | Majorité ministérielle | Maréchal de camp, aide de camp du roi, député (1832-1838, 1839-1848), propriétaire du château des Bretonnières à Erbrée, ancien conseiller général du canton d'Argentré-du-Plessis |
| 1852    | 1871             | Charles-Pierre Rouxin                        | Bonapartiste           | Avocat, maire de Saint-Malo |
| 1871    | 1884 (démission) | Prudent Fortin de la Belle-Issue (1820-1895) | Républicain modéré     | Ancien conseiller de préfecture, maire de Cancale (1878-1884) |
| 1884    | 1886 (décès)     | Louis Fauchon                                | Républicain            | Général, maire de Cancale (1884-1886) |
| 1886    | 1892             | Henri Florent Le Joliff                      | Droite                 | Propriétaire du château de Nermont à Saint-Coulomb |
| 1892    | 1910             | Ernest Herclat                               | Républicain            | Marchand d'huîtres, maire de Cancale (1906-1908) |
| 1910    | 1940             | Charles Guernier                             | AD-Rad.ind.            | Professeur de faculté de droit, député d'Ille-et-Vilaine (1906-1924 et 1932-1940                                                                                                   |
|         |                  |                                              |                        | |
| 1945    | 1949             | Adolphe Robin                                | MRP                    | Capitaine au long cours, maire de Cancale (1945-1950) |
| 1949    | 1985             | Olivier Biard                                | UNR> UDR > RPR         | Agriculteur, maire de Cancale (1965-1977) |
| 1985    | 1998             | Jean Raquidel                                | DVD                    | Retraité, maire de Cancale (1978-1989) |
| 1998    | 2015             | Maurice Jannin                               | DVG                    | Enseignant, maire de Cancale (2001-2008) |

### Conseillers d'arrondissement (de 1833 à 1940)
| Période                                  | Période      | Identité                                  | Étiquette             | Qualité |
| ---------------------------------------- | ------------ | ----------------------------------------- | --------------------- | --- |
| 1833                                     | 1836         | Emanuel Le Joliff (1764-1837)             |                       | Maire de Saint-Coulomb                                                                                      |
| 1836                                     | 1842         | Louis Philippe Augustin Hamon (1780-1864) |                       | Armateur à Cancale                                                                                          |
|                                          |              |                                           |                       | |
| avant 1889                               | 1894 (décès) | François Gaudeul                          | Conservateur          | Propriétaire à Saint-Méloir-des-Ondes                                                                       |
|                                          |              |                                           |                       | |
| 1901                                     | 1913         | M. Lainé                                  | Républicain-RG        | |
| 1913                                     | 1919         | M. Simon                                  | RG                    | |
| 1919                                     | 1925         | Pierre-Marie Cotarmanach (1873-1927)      | RG                    | Cultivateur, maire de Saint-Méloir-des-Ondes                                                                |
| 1925                                     | 1931         | Pierre Turmel                             | Républicain démocrate | Ancien notaire, premier adjoint au maire de Cancale                                                         |
| 1931                                     | 1940         | Noël Royer                                | Républicain           | Entrepreneur, maire de Cancale                                                                              |
| 1940                                     |              |                                           |                       | Les conseils d'arrondissement ont été suspendus par la loi du 12 octobre 1940 et n'ont jamais été réactivés |
| Les données manquantes sont à compléter. |              |                                           |                       | |

## Démographie
| 1962   | 1968   | 1975   | 1982   | 1990   | 1999   | 2006   | 2011   | 2012   |
| ------ | ------ | ------ | ------ | ------ | ------ | ------ | ------ | ------ |
| 12 656 | 12 260 | 11 958 | 12 382 | 13 332 | 14 285 | 15 533 | 16 209 | 16 254 |